# Eisenbahnunfall bei Schwegenheim

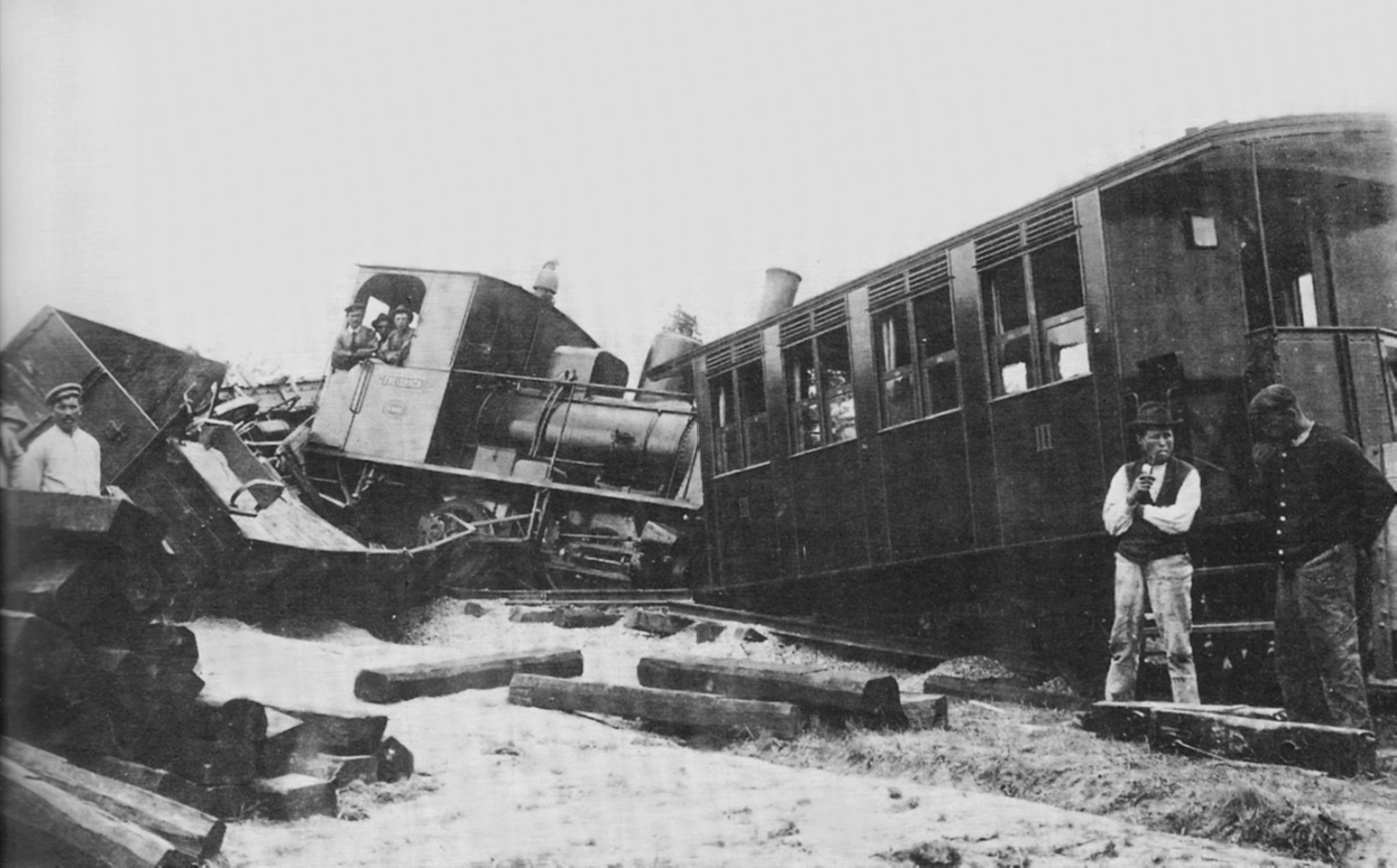
Unfallstelle

Der Eisenbahnunfall bei Schwegenheim ereignete sich am 25. Mai 1905 bei Schwegenheim auf der sich damals im Bau befindlichen Lokalbahn Speyer–Neustadt. Dabei kam der Lokomotivführer ums Leben.

## Ausgangslage
Um 1899 wurde nach jahrzehntelangen Planungen der Bau einer schmalspurigen Lokalbahn von Speyer nach Neustadt beschlossen. Diese sollte unter anderem über Schwegenheim, Weingarten, Freisbach und Gommersheim führen. Die Eröffnung des Streckenabschnitts Speyer–Geinsheim sollte 1905 erfolgen. Die Strecke war sehr kurvenreich trassiert, weil möglichst viele Orte der Region angebunden werden und eine Zerstückelung der Wiesen und landwirtschaftlichen Flächen vermieden werden sollte. Bei dieser Trassierung entstand unter anderem eine enge Kurve an einem Waldrand rund 300 Meter vor dem Bahnhof Schwegenheim.

## Unfallhergang
Um 5.15 Uhr morgens fuhr ein Materialzug vom Speyerer Lokalbahnhof mit dem Ziel Gommersheim ab. Zwei Wagen enthielten Kies, hinzu kam ein Personenwagen mit etwa 40 Arbeitern, die zu ihrer Baustelle an der Strecke fuhren, und sechs Wagen mit weiteren Materialien wie Eisenbahnschwellen. Etwa eine Viertelstunde später erreichte der Zug besagte Kurve. Der Lokomotivführer bremste sehr scharf, worauf der erste Wagen entgleiste. Die Lokomotive und auch der zweite Wagen wurden nach links aus der Kurve gedrückt. Dabei geriet der Lokomotivführer unter die Lokomotive.

## Folgen
Der Lokomotivführer starb, ein Arbeiter erlitt einen Armbruch. Um 9 Uhr traf ein Hilfszug für Aufräumarbeiten ein. Im weiteren Tagesverlauf lockte die Unfallstelle viele Schaulustige an.
Ein Bericht sprach von einem Schienenbruch. Dies stellte sich jedoch als unzutreffend heraus.